# Asplenium tenuicaudatum
Asplenium tenuicaudatum är en svartbräkenväxtart som beskrevs av Pichi-serm. Asplenium tenuicaudatum ingår i släktet Asplenium och familjen Aspleniaceae. Inga underarter finns listade.